# 10282 Emilykramer
10282 Emilykramer è un asteroide della fascia principale. Scoperto nel 1981, presenta un'orbita caratterizzata da un semiasse maggiore pari a 2,7367170 UA e da un'eccentricità di 0,0861962, inclinata di 2,07162° rispetto all'eclittica.
L'asteroide è dedicato alla ricercatrice del Jet Propulsion Laboratory Emily Kramer.